# Dmitrij Michajlovič Benevolenskij
Svatý Dmitrij Michajlovič Benevolenskij (rusky: Дмитрий Михайлович Беневоленский; 10. října 1883, Vyšnij Voločok – 27. listopadu 1937) byl protojerej ruské pravoslavné církve a mučedník.

## Život
Narodil se 10. října 1883 ve Vyšnij Voločok v rodině kněze Michaila.
Nejprve studoval Tverský duchovní seminář a poté Petrohradský, který dokončil roku 1909. Poté se stal učitelem v nikolo-stolpenském monastýru.
Roku 1911 se po smrti kněze uvolnila služba ve farnosti Ostrovno, kterou otec Dmitrij převzal. Ve stejný rok 21. listopadu byl vysvěcen na jereje a poté se oženil s Annou Tichomandrickou. Roku 1919 byl převeden do farnosti v Panošině.
V lednu 1929 úřady vypracovaly dokument o potřebě zintenzivnit pronásledování pravoslavné církve. Vyhláška o zintenzivnění perzekuce přijatá ústředním výborem se týkala všech farností Ruské pravoslavné církve. Neprošla ani farnost Panošin kde byl otec Dmitrij 16. ledna 1929 zatčen spolu s Alexandrem Ščegolevem.
Byl obviněn z konávání slavnostní bohoslužby dne 28. října 1928, která měla podle vyšetřovatelů za úkol získat materiální výhody. Otec Dmitrij se proti tomuto tvrzení bránil. Alexandr Ščegolev byl obviněn jako spolupachatel, jelikož pomáhal připravit bohoslužbu.
Dne 5. února 1930 byl otec Dmitrij zatčen za protisovětskou agitaci. Dne 25. dubna byl otec Dmitrij odsouzen ke třem letům vyhnanství. Vrátil se v květnu roku 1933. Začal sloužit ve vesnici Synevo-Dubrovo. V létě roku 1937 opět stoupla vlna pronásledování pravoslavné církve a 12. listopadu byl znovu zatčen. Dne 25. listopadu byl odsouzen k trestu smrti. O dva dny později byl trest vykonán. Jeho tělo bylo vhozeno do masového hrobu a nikdy nebylo nalezeno.
Dne 19. září 1999 jej Ruská pravoslavná církev svatořečila jako mučedníka a byl zařazen mezi Sbor všech novomučedníků a vyznavačů ruských.
Jeho svátek je připomínán 27. listopadu.